# Largo de Soares dos Reis
O Largo de Soares dos Reis é uma praça localizada na freguesia de Mafamude, em Vila Nova de Gaia, Portugal. Grande parte do largo é hoje ocupado pelo jardim do mesmo nome, em homenagem ao escultor Soares dos Reis, nascido nesta freguesia.
Neste local, em fins de 1829, foi construída uma cadeia à face da estrada nacional (actuais Rua do Marquês de Sá da Bandeira e Rua de Soares dos Reis). No edifício desta cadeia, no dia 28 de Maio de 1834, foi empossada a primeira comissão municipal do novo concelho de Vila Nova de Gaia. O edifício foi demolido em 1903, para ampliação do jardim.
Por baixo do largo, em túnel, passa a Via de Cintura Interna.